# Henry Clay

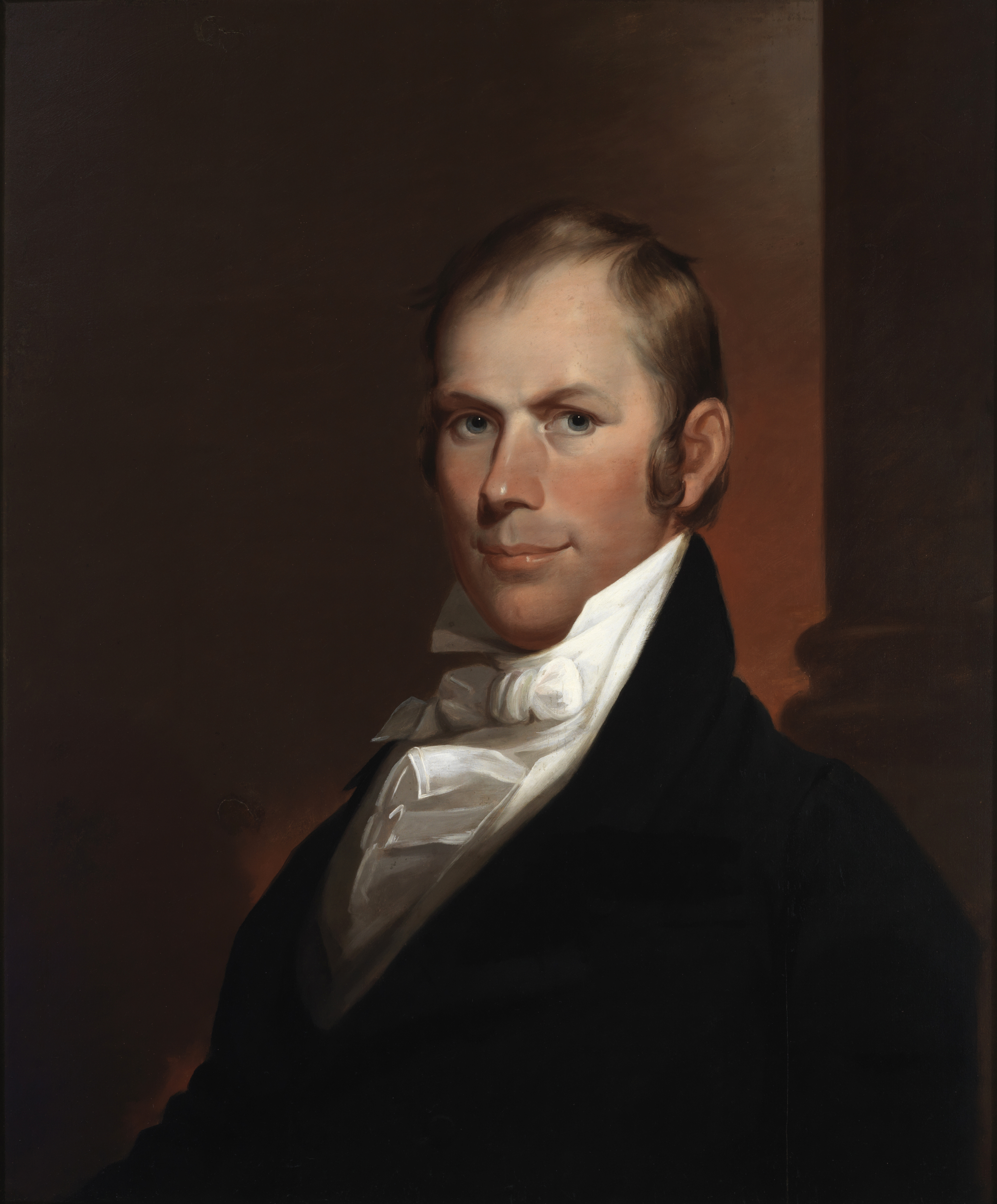
Henry Clay

Henry Clay (* 12. April 1777 im Hanover County, Virginia; † 29. Juni 1852 in Washington, D.C.) war ein US-amerikanischer Pflanzer und Politiker. Er war Mitglied des Repräsentantenhauses und des Senats sowie Außenminister.
Clay galt zwar als großer Redner und einer der mächtigsten Männer seiner Zeit, war aber auch der einzige Politiker, der im 19. Jahrhundert drei Präsidentschaftswahlen als Hauptkandidat verlor: 1824 als Demokraten-Republikaner gegen John Quincy Adams, 1832 als National-Republikaner gegen seinen Intimfeind Andrew Jackson und 1844 als Whig gegen den mit Jackson verbündeten James K. Polk. Zusammen mit zwei weiteren Niederlagen bereits bei Vorwahlen kam er auf insgesamt fünf vergebliche Anläufe aufs Präsidentschaftsamt. Sein mehrfaches Scheitern kommentierte er mit scheinbarer Gelassenheit; ein berühmtes Zitat ist „I’d rather be right than President.“ („Ich möchte lieber Recht behalten als Präsident sein.“)

## Leben
Henry Clay wurde als Sohn von John Clay, einem Baptistenprediger und Besitzer einer Tabakplantage, und Elizabeth Clay geboren. Er wurde in der Kanzlei des bekannten Anwalts und Rechtsgelehrten George Wythe in Richmond als Jurist ausgebildet. Nach seiner Zulassung als Anwalt ging er nach Lexington, Kentucky, wo er seine eigene Praxis eröffnete und sich binnen kurzer Zeit einen guten Namen machte. 

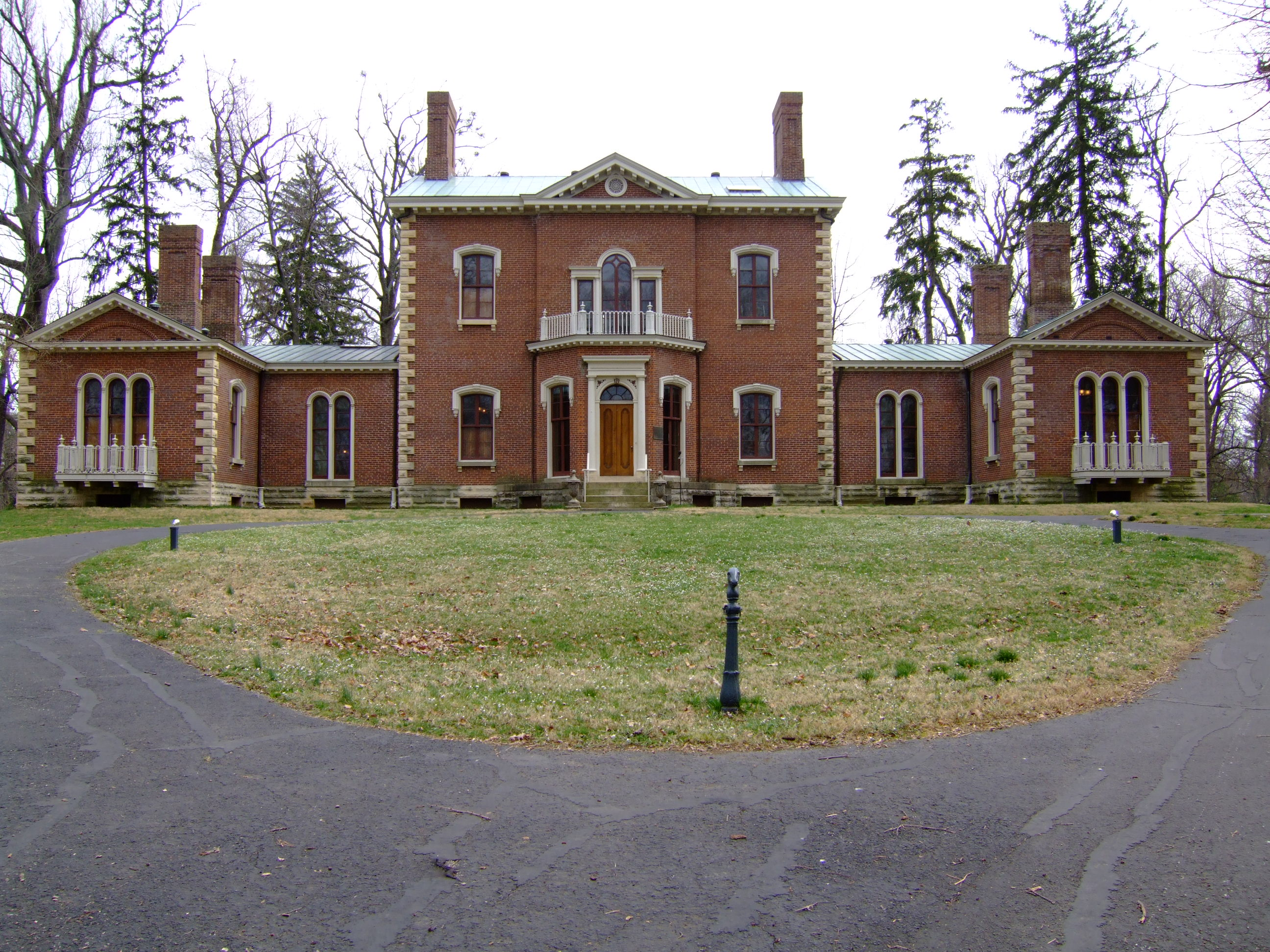
Ashland Plantation, Lexington

Bereits mit 26 Jahren wurde er erstmals in das Repräsentantenhaus von Kentucky gewählt. 1806 wurde er in einer Nachwahl Mitglied des US-Senats (bis 1807), obwohl er noch nicht die Altersgrenze von 30 Jahren erreicht hatte. Durch eine weitere Nachwahl war er von 1810 bis 1811 nochmals Mitglied des US-Senats. Dazwischen gehörte er wieder dem Repräsentantenhaus von Kentucky an, 1809 wurde er dessen Sprecher. Von 1811 bis 1814 gehörte er erstmals dem US-Repräsentantenhaus an und wurde gleich am ersten Sitzungstag zum Vorsitzenden (Speaker) desselben gewählt.
Im Jahre 1806 erwarb Clay erste Felder einer schließlich 600 acre großen Plantage in Lexington (Kentucky), die er „Ashland“ nannte, sowie zahlreiche Sklaven. In den Jahren seiner intensivsten Geschäftstätigkeit hielt Clay bis zu 60 Sklaven. Auf seiner Plantage wurden Tabak, Hanf sowie Mais angebaut. Dazu kam eine Rinderzucht, für die Clay 1817 die ersten drei Hereford-Rinder in die USA einführte. Clay lebte hier bis zu seinem Tode, verbrachte aber die Jahre zwischen 1810 und 1829 meist in Washington, D.C.
Im Jahr 1814 war Clay einer der Vertreter der US-Regierung bei den Verhandlungen zum Frieden von Gent, der den Britisch-Amerikanischen Krieg (1812–1814) beendete, obwohl er zuvor als Anführer der War Hawks einer der wichtigsten Befürworter des Krieges war. Von 1815 bis 1821 und von 1823 bis 1825 war er erneut Mitglied und Sprecher des Repräsentantenhauses.

Henry Clay (unbekanntes Bilddatum)

Am 21. Dezember 1816 versammelte sich eine Gruppe erlesener Vertreter der weißen Oberschicht zur Gründung der American Colonization Society (ACS) im Davis Hotel in Washington, D.C. Unter anderem waren James Monroe, Bushrod Washington, Andrew Jackson, Francis Scott Key und Daniel Webster anwesend. Henry Clay führte den Vorsitz der Gründungsversammlung.
1825 holte ihn Präsident John Quincy Adams in sein Kabinett, wo er am 7. Mai 1825 Außenminister wurde. Diese Wahl war sehr umstritten, vor allem die Anhänger des in der Präsidentenwahl von 1824 unterlegenen Andrew Jackson sahen darin einen Kuhhandel. Bei der Wahl hatte keiner der drei Kandidaten Adams, Clay und Jackson eine absolute Mehrheit der Wahlmännerstimmen erreicht. Damit fiel die Entscheidung dem Repräsentantenhaus zu, dessen Sprecher Clay war. Adams wurde vom Repräsentantenhaus gewählt, obwohl Jackson die relativ meisten Stimmen in der Volkswahl erhalten hatte. Diese Entscheidung begründete eine lebenslange Feindschaft zwischen Clay und Jackson.
Mit Ende der Amtszeit von Präsident Adams endete auch seine Zeit als Außenminister am 3. März 1829. Sein Nachfolger als Außenminister wurde Martin Van Buren. 1832 war Henry Clay der Präsidentschaftskandidat für die National Republican Party, verlor jedoch mit rund 530.000 Stimmen gegen Andrew Jackson (687.000 Stimmen). 1833 gründete er bei Auflösungserscheinungen der National Republicans die United States Whig Party. Bei der Präsidentschaftswahl 1840, der ersten, bei der die Whigs eine reelle Chance hatten, wurde er, der eigentliche Anführer der Partei, auf dem Nominierungsparteitag jedoch zugunsten von William Henry Harrison übergangen, der – wie der frühere Präsident Jackson – ein populärer General war. Von 1831 bis 1842 gehörte Clay wiederum dem US-Senat an und noch einmal von 1849 bis zu seinem Tod 1852. Während dieser Zeit war er mehrfach Vorsitzender wichtiger Senatskomitees, so von 1834 bis 1836 Vorsitzender des einflussreichen United States Senate Committee on Foreign Relations.
Bei der Präsidentschaftswahl 1844 wurde er der Kandidat der Whigs, verlor aber aufgrund seiner Opposition gegen eine Annexion der Republik Texas das Rennen gegen den Demokraten Polk. Im bald darauf folgenden Mexikanisch-Amerikanischen Krieg fiel sein Sohn Henry Clay jr. in der Schlacht von Buena Vista im Februar 1847.
Henry Clay war Freimaurer und gehörte der Loge Grand Lodge of Kentucky an, deren Großmeister er auch wurde.
Clay starb am 29. Juni 1852 an Tuberkulose. Aufgrund seiner Verdienste für sein Vaterland wurde er in der Rotunde des Capitols aufgebahrt. Er war die erste Person, der diese besondere Ehrung zuteilwurde. In den Tagen nach seinem Tod wurden Gedenkgottesdienste in New York, Washington und anderen Städten abgehalten. Er wurde auf seinem Familiensitz in Ashland, Kentucky, beigesetzt.

## Politische Themen

Henry Clay (Mitte) erläutert dem Senat den Kompromiss von 1850, sein letzter großer Auftritt als Mitglied des Senats

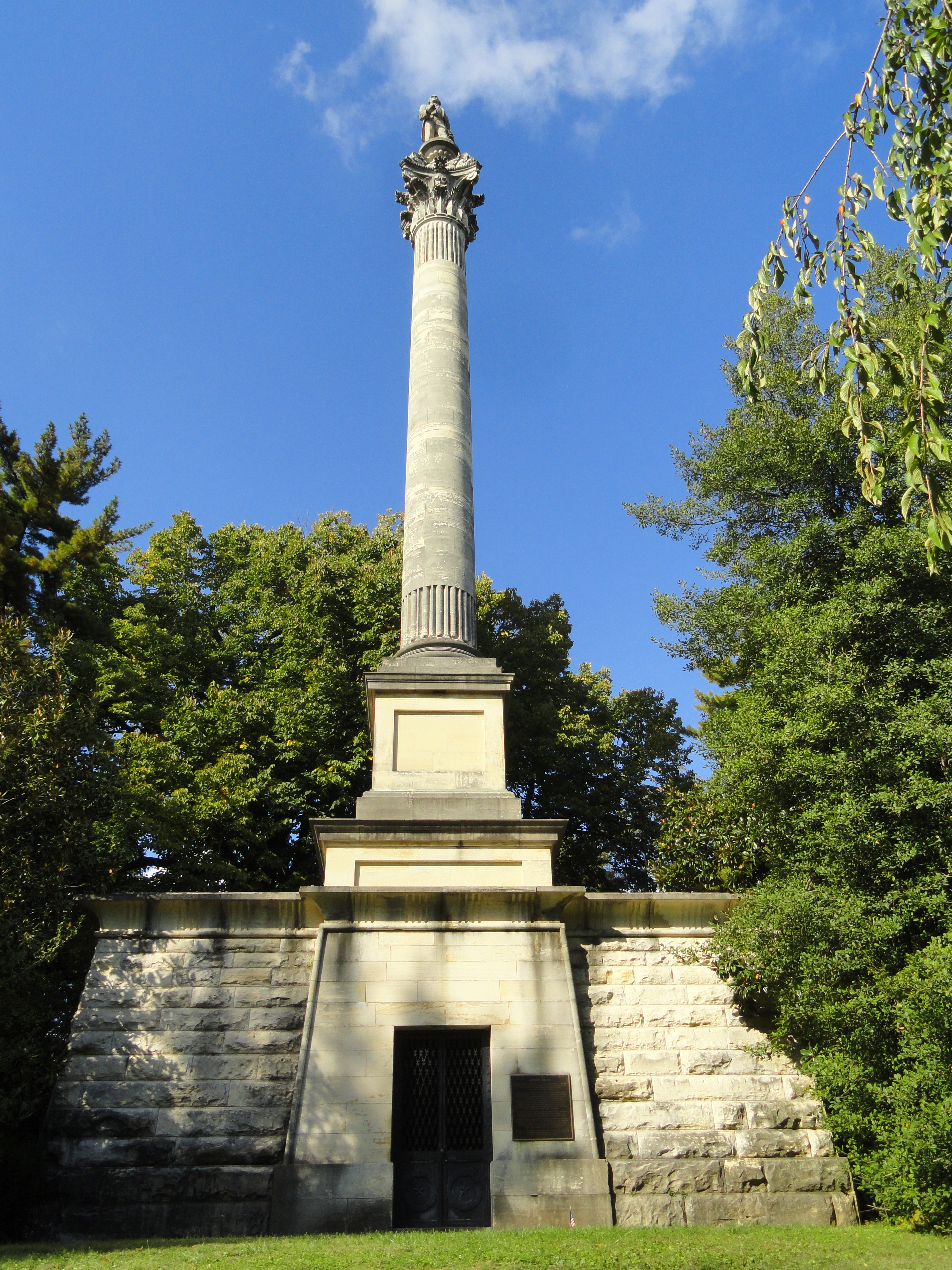
Henry Clays Grabmal in Lexington

Clay galt zu seiner Zeit als einer der einflussreichsten Politiker der USA. Seine wichtigsten Themen waren die Schutzzollpolitik und die Sklaverei. Einen Namen machte er sich vor allem durch seine Fähigkeit zur Vermittlung von Kompromissen, zudem gilt er noch heute als einer der besten Redner, die der Kongress je hatte.

### American System
Wirtschaftlich war Clay Verfechter einer protektionistischen Politik. Er sah es als wichtig an, die junge amerikanische Wirtschaft durch hohe Zölle zu schützen. Sein American System sah vor die Kombination von Schutzzöllen, die Schaffung einer Nationalbank zur Förderung des Handels und Infrastrukturmaßnahmen, so etwa den Eriekanal, der Bundesregierung – bis dahin hatte es die US-Regierung abgelehnt, Geld für Infrastruktur auszugeben, da dies als Angelegenheit der Einzelstaaten betrachtet wurde. 1828 setzte er einen sehr hohen, von seinen Gegnern Tariff of Abominations („Zoll der Scheußlichkeiten“) genannten Zolltarif durch. Die Kritik vor allem der südlichen Baumwollerzeuger führte dazu, dass Clay 1833 im Zuge der Nullifikationskrise selbst einen niedrigeren Tarif als Kompromiss vermitteln musste.

### Missouri-Kompromiss
Wiederholt schaffte es Clay, der selbst Besitzer einer Plantage und Sklavenhalter war, im schon lange vor dem Bürgerkrieg schwelenden Konflikt zwischen den Nord- und Südstaaten zu vermitteln. So erreichte er 1820 den Missouri-Kompromiss. Danach sollten künftig alle neuen Staaten der USA nördlich der Linie, die durch den Breitengrad der südlichen Grenze von Missouri markiert war, sklavenfrei bleiben, Missouri selbst sollte die einzige Ausnahme sein. Südlich dieser Linie sollte die Sklaverei auch weiter erlaubt sein.

### Zweiter Kompromiss in der Sklavenfrage
Nachdem um 1850 durch das rapide Wachstum der USA erneut die Fronten zwischen Nord und Süd so verhärtet waren, schaffte es Clay ein letztes Mal, einen Kompromiss herzustellen. Im Kompromiss von 1850 brachte er sowohl Forderungen des Nordens als auch des Südens unter. Der Norden erreichte so, dass Kalifornien als sklavenfreier Staat aufgenommen und in Washington D.C. der Sklavenhandel verboten wurde. Im Gegenzug setzte der Süden durch, dass auf dem Territorium der späteren Staaten Arizona und New Mexico die dortigen Einwohner über die Sklaverei entscheiden konnten. Vor allem wurde durch Clay der Fugitive Slave Act durchgesetzt, der eine strikte Verfolgung entflohener Sklaven auch in den Nordstaaten durchsetzen sollte. Der Kompromiss von 1850 verhinderte die Sezession der Südstaaten nochmals für knapp ein Jahrzehnt.
Wegen seiner Fähigkeit zu Vermittlung und Kompromiss bezeichnete der spätere Präsident Abraham Lincoln, der ursprünglich ebenfalls den Whigs angehörte, Clay als sein Vorbild. Dieselbe Fähigkeit brachte ihm allerdings auch Kritik von beiden Seiten ein. Er selbst stellte einmal fest, dass die Abolitionisten ihn als Sklavenhalter beschimpften, während die Sklavenhalter ihn als Abolitionisten bezeichneten. Persönlich stand Clay der Sklaverei eher ablehnend gegenüber, befürwortete aber, anders als die Abolitionisten, nicht deren sofortiges Verbot. Er dachte an ihre allmähliche Abschaffung und daran, freie und befreite Afroamerikaner in Afrika anzusiedeln.

## Familie
1799 heiratete er Lucretia Hart, Tochter eines wohlhabenden Geschäftsmanns aus Lexington. Die beiden waren über 50 Jahre verheiratet und hatten 11 Kinder:
- Henrietta Clay (1800–1801)
- Theodore Wythe Clay (1802–1870)
- Thomas Hart Clay (1803–1871)
- Susan Clay Durale (1805–1825)
- Anne Brown Clay Erwin (1807–1835)
- Lucretia Clay (1809–1823)
- Henry Clay (1811–1847)
- Eliza Hart Clay (1813–1825)
- Laura Clay (1816–1816)
- James Brown Clay (1817–1864)
- John Morrison Clay (1821–1887)